# Vasile Urseanu
Vasile Urseanu (n. 9 ianuarie 1848, București – d. 1926, București) a fost un amiral român, fondator al Observatorului Astronomic Popular din București, azi Observatorul Astronomic Amiral Vasile Urseanu.

## Studii efectuate
Vasile Urseanu s-a născut la data de 9 ianuarie 1848 în orașul București, într-o familie modestă. A studiat la Liceul „Sf. Sava” din București, după absolvirea căruia, în anul 1866, s-a dedicat artei navale.
A absolvit Școala militară de ofițeri de infanterie din București în anul 1868 cu gradul de sublocotenent, fiind repartizat în Corpul Flotilei. A fost îmbarcat în anii următori pe navele existente în dotarea acestui Corp în perioada respectivă, fiind ofițer secund pe nava "România" (1869-1870) și apoi pe nava „Ștefan cel Mare” (1870-1872). Urseanu a efectuat numeroase marșuri de instrucție pe Dunăre. În anul 1871 a fost avansat la gradul de locotenent.
Ca urmare a intervenției ministrului de război, general Ioan Emanoil Florescu, pe lângă guvernul Franței, în anul 1872, Vasile Urseanu a fost trimis la studii la Școala Navală din Brest (Franța), unde a fost îmbarcat pe nava-școală „Borde”, remarcându-se prin aptitudinile și activitatea sa. A fost îmbarcat apoi pe nava-școală „Jean Bart” din marina franceză la bordul căreia își făcuseră ucenicia câțiva ani mai înainte și alți ofițeri ai Flotilei române, viitori comandanți ai marinei noastre, generalul Nicolae Dimitrescu-Maican și contraamiralul Ioan Murgescu. Pe această navă, a efectuat o serie de aplicații militare și a vizitat Insula Sfânta Elena, Capul Bunei Speranțe, portul Rio de Janeiro etc.
S-a reîntors în România după doi ani și a fost înaintat la gradul de căpitan, fiind numit prin Înaltul Decret nr. 893 din 19 aprilie 1874 comandant al navei „România”. În această calitate, a participat în anul 1875 la primul marș de instrucție executat pe Dunărea de jos și Marea Neagra de navele întrunite ale Corpului Flotilei, care au format o divizie. Din toamna anului 1875 căpitanul Urseanu a fost numit la comanda navei „Ștefan cel Mare”, pe care a condus-o până în preajma izbucnirii Războiului de Independență.

## Războiul de Independență
După declanșarea Războiului pentru Independență din 1877, flotila română a primit misiunea de acoperire strategică a Dunării și s-au înființat bateriile de coastă de la Calafat care, prin Ordinul nr. 4161 al Ministerului de Război, au fost încadrate cu ofițeri din Corpul Flotilei, printre care s-a numărat și cpt. Vasile Urseanu. El a fost numit pe rând la comanda bateriilor „Elisabeta” și „Mircea”, primind apoi misiunea de a instala Bateria de artilerie nr. 6 "Renașterea" din regiunea Calafat, destinată să oprească debarcarea turcilor pe malul românesc și a atacat bateriile otomane din Vidin la 14 iunie 1877.
În același timp, a comandat iahtul „Ștefan cel Mare” și a fost însărcinat cu organizarea de detașamente de nave comerciale la Turnu Severin, pentru trecerea trupelor dincolo de Dunăre. grup de vase organizate. După aceasta, a preluat comanda bateriei "Mircea", remarcându-se în timpul tragerilor din zilele de 7 și 24 octombrie 1877 și 12-13 ianuarie 1878. Tot în decursul războiului, cpt. Vasile Urseanu a fost trimis în misiune diplomatică specială pe lângă prințul Serbiei, Milan Obrenovici.
Pentru faptele sale din timpul diferitelor acțiuni de luptă la care a participat, Vasile Urseanu a fost decorat cu Ordinul „Steaua României de Război”, Crucea „Trecerea Dunării”, Medalia „Apărătorii Independenței” și Medalia Comemorativă Rusă. La 1 ianuarie 1878 a fost înaintat la gradul de maior (locotenent-comandor) și numit comandant superior al bateriilor de marină.

## Organizator al Marinei Civile
După terminarea războiului, în anul 1881, maiorul Urseanu a primit o importantă însărcinare în vederea constituirii unei marine puternice de la Dunăre și Mare. El s-a deplasat în Anglia pentru a supraveghea lucrările de construcție a unor nave de război comandate de către guvernul român la Șantierul naval „Thames Iron Works” din Londra , printre care și celebrul bric „Mircea” (prima navă-școală românească) al cărui comandant a fost începând din anul 1883.
Între timp, la 1 iulie 1882, Vasile Urseanu fusese înaintat la gradul de lt. colonel . El a comandat bricul „Mircea” într-un voiaj de instrucție executat în vara anului 1883 pe țărmurile Mării Negre și apoi în Turcia și Grecia. După sosirea din călătorie, a fost decorat cu Ordinul turc „Medgidia”, în grad de comandor cu placă și Semnul onorific pentru 18 ani de serviciu.
Comandorului Urseanu a condus o parte din flotila de război a României (compusă din «Mircea», «Fulgerul», «Grivița», «Rahova», «Opanez», «Smârdan» și trei șalupe de poliție - «Poterașul», «Grănicerul» și «Sentinela»), care a fost trimisă pe Dunărea de Sus, pentru a proteja libertatea navigației pe fluviu, în timpul războiul sârbo-bulgar din anul 1885. Ca o recunoaștere a reușitei acestei acțiuni, i-a fost acordat în anul 1886 Ordinul Coroana României în grad de ofițer.
În anul 1886, după intrarea în vigoare a Legii de organizare a Flotilei, lt. col. Vasile Urseanu a fost numit în funcția de comandant al Inspectoratului Navigației și Porturilor, corp subordonat comandantului flotilei, îndeplinind această însărcinare până în anul 1888. A fost înaintat la gradul de colonel la 24 aprilie 1887. În această calitate, el s-a ocupat de organizarea marinei civile, fiind decorat cu Ordinul Steaua României în grad de ofițer (1888).
În vremurile în care tot exportul și importul României se făcea numai de către nave sub pavilion străin, amiralul Urseanu a făcut tot ceea ce i-a stat în putință pentru crearea unei flote comerciale românești atât la Dunăre, cât și la mare. La începutul anului 1887, Vasile Urseanu a recepționat nava de salvare "Constanța" și pilotina "Mangalia" destinate portului Constanta, port ce intrase într-un vast proces de modernizare. De asemenea, el a fost unul dintre fondatorii primei Societăți Naționale de Navigație Maritimă, fiind ales membru în Consiliul de Administrație al acesteia.

## Comandant de divizie maritimă
Din mai 1888, după trecerea col. Ioan Murgescu în funcția de comandant al Flotilei Române, col. Vasile Urseanu a fost numit la comanda Depozitului și Diviziei echipajelor, rămânând în acest post până în anul 1896. În această perioadă, el a comandat în timpul campaniei de vară a anului 1889 și crucișătorul «Elisabeta», noua navă de război maritimă intrată în dotarea Corpului Flotilei.
În anul 1890, s-a format prima diviziune de mare a Flotilei Române, compusă din crucișătorul "Elisabeta" împreună cu bricul "Mircea", canoniera "Grivița", torpiloarele "Sborul" și "Năluca", iar col. Urseanu a fost numit comandant al acesteia, precum și comandant al crucișătorului "Elisabeta". Cu această navă, el a străbătut în perioada 1890-1891 Marea Mediterană, Oceanul Atlantic, Marea Nordului și Marea Baltică, făcând astfel cea mai lungă călătorie efectuată de către o navă de război română în acele timpuri. Aflat în trecere la Istanbul, col. Urseanu a fost decorat de către sultanul Abdul Hamid al II-lea cu Ordinul "Osmanie" în grad de mare ofițer. Revenit în România, i s-a conferit și distincția "Semnul onorific pentru 25 de ani de serviciu" .
În anul 1891, are loc separarea Diviziei echipajelor de Depozitul flotilei, col. Vasile Urseanu rămânând la comanda Diviziei echipajelor compusă din crucișătorul "Elisabeta", bricul "Mircea", canoniera "Grivița", puitorul de mine "Alexandru cel Bun", torpiloarele "Sborul", "Smeul", "Năluca", "Șoimul", "Vulturul" și șalupa "Rândunica".
În anul 1894, este numit în funcția de director al Direcției a V-a a Flotilei, nou înființată, îndeplinind această funcție în paralel cu cea de comandant al Diviziei echipajelor. În anul următor, prin Decretul nr. 384 / 25 februarie 1895, este numit comandant superior al întrunirii de bastimente formată din crucișătorul "Elisabeta" și bricul "Mircea", având în același timp și comanda directă a crucișătorului, cu care efectuează un voiaj în Marea Mediterană, Marea Nordului și Marea Baltică, pentru a participa la inaugurarea canalului Kiel. În marile porturi pe unde a acostat crucișătorul, col. Urseanu a primit decorații: Ordinul Vulturul Roșu clasa a II-a (la Kiel); Ordinul danez "Danebrog" în grad de mare ofițer (Copenhaga); Ordinul suedez "Spada", clasa I-a în grad de comandor (Stockholm).
La 1 martie 1896, a fost numit în funcția de comandant al Diviziei de Mare. În același an, este decorat cu Ordinului autro-ungar Coroana de Fier de clasa a 2-a în calitate de comandant al unei Divizie de Dunare formată din torpiloarele "Smeul", "Sborul" și "Năluca" și canonierele "Oltul", "Siretul" și "Bistrița", care a participat la festivitatea prilejuită de inaugurarea deschiderii navigației prin canalul Porțile de Fier.
La data de 1 aprilie 1898, Vasile Urseanu a fost numit în funcția de Inspector General al Porturilor, fiind înaintat la 10 mai 1898 la gradul de general de brigadă  (echivalat ulterior cu cel de contra-amiral). În această funcție, el a avut un rol important în organizarea căpităniilor de porturi și a elaborat un proiect de regulament al porturilor.
A demisionat din această funcție după doi ani, din propria voință, fără a exista vreun motiv determinat de cauze oficiale, trecând în cadrele rezervei. După începerea celui de al doilea război balcanic, a fost înaintat la 10 mai 1913 la gradul de viceamiral și mobilizat pe lângă Marele Cartier General, fiind decorat pentru participarea la aceasta campanie militară cu Medalia „Avântul Țării”.
La data de 1 septembrie 1919 viceamiralul în rezervă Vasile Urseanu se retrage definitiv din armată, iar după șapte ani, în anul 1926, a încetat din viață.

## Pasiunea pentru astronomie
În afară de activitatea de marinar, amiralul Vasile Urseanu și-a dezvoltat încă de pe băncile școlii o pasiune pentru studiul astronomiei. După trecerea sa în rezervă, el și-a ocupat timpul cu studiul aștrilor.
După înființarea Societății Astronomice Române, amiralul Vasile Urseanu a fost ales la 27 ianuarie 1908, în funcția de primul președinte al acesteia. Printre hotărârile adoptate atunci s-a numărat și construirea unui observator astronomic al societății.
Cea mai mare realizare a sa ca președinte al Societății Astronomice Române, a fost construirea prin eforturi financiare proprii, în anul 1910, a unei clădiri în București pe Bd. Colței (actualul bulevard Lascăr Catargiu), clădire în formă de navă care în locul cel mai înalt - destinat, în cazul navelor, punctului de observație - avea instalată o cupola astronomică de 5 metri și care adăpostea o excelentă lunetă Zeiss, cu diametrul obiectivului de 150 milimetri, în montură ecuatorială și sistem de orologerie mecanică: acesta este actualul Observator Astronomic Amiral Vasile Urseanu din București, singurul observator astronomic din trecut destinat publicului.
„Marina nu se face numai pe apă. Observațiile asupra cerului, trebuiesc făcute și pe uscat. Studiul astrelor, a devenit o a doua mea pasiune, după marină. După cum vedeți, mi-am construit casa în formă de iaht, cu cupolă de observator, ca în același timp, când fac observații cu luneta pe bolta cerească, să am senzația că plutesc și pe mare!”, a afirmat amiralul Urseanu.
La șapte ani de la decesul său, în anul 1933, soția sa a donat Primăriei municipiului București clădirea observatorului astronomic popular, unde se va organiza în anii următori pinacoteca orașului București. În anul 1941, a avut loc dezvelirea unei plăci comemorative fixate în holul clădirii care adăpostea pinacoteca, pentru ctitorii, viceamiral Vasile Urseanu și Ioana Urseanu. În anul 1950 clădirii i s-a redat destinația inițială de Observator Astronomic Popular, care a avut un rol important în popularizarea astronomiei în rândul iubitorilor acestei științe, iar în prezent aici funcționează Observatorul Astronomic Vasile Urseanu al Municipiului București.
Cu prilejul sesiunii comemorative din anul 1968, închinată primei Societăți Astronomice Române și inițiatorilor ei, a fost dezvelită o placă comemorativă pentru amiralul Vasile Urseanu și astronomul Victor Anestin. Tot atunci, s-a propus ca Observatorul Astronomic Popular din București să primească denumirea Amiralul Urseanu, care s-a evidențiat la vremea sa printr-o strălucită personalitate, prin merite excepționale și printr-un evident patriotism.